# Nazionale maschile di hockey su prato dell'Australia
La nazionale di hockey su prato dell'Australia è la squadra di hockey su prato rappresentativa dell'Australia ed è posta sotto la giurisdizione dell'Hockey Australia.

## Partecipazioni

### Mondiali
- 1971 – 8º posto
- 1973 - non partecipa
- 1975 – 5º posto
- 1978 – 3º posto
- 1982 – 3º posto
- 1986 – Campione
- 1990 – 3º posto
- 1994 – 3º posto
- 1998 – 4º posto
- 2002 – 2º posto
- 2006 – 2º posto
- 2010 – Campione
- 2014 – Campione
- 2018 – 3º posto

### Olimpiadi
- 1908 – non partecipa
- 1920 – non partecipa
- 1928 – non partecipa
- 1932 – non partecipa
- 1936 – non partecipa
- 1948 – non partecipa
- 1952 – non partecipa
- 1956 – Primo turno
- 1960 – Primo turno
- 1964 – 3º posto
- 1968 – 2º posto
- 1972 – Primo turno
- 1976 – 2º posto
- 1980 - non partecipa
- 1984 – 4º posto
- 1988 – 4º posto
- 1992 – 2º posto
- 1996 – 3º posto
- 2000 - 3º posto
- 2004 - Campione
- 2008 - 3º posto
- 2012 - 3º posto
- 2016 - 6º posto

### Champions Trophy
- 1978 – 2º posto
- 1980 – 3º posto
- 1981 – 2º posto
- 1982 – 2º posto
- 1983 – Campione
- 1984 – Campione
- 1985 – Campione
- 1986 – 2º posto
- 1987 – 3º posto
- 1988 – 3º posto
- 1989 – Campione
- 1990 – Campione
- 1991 – 4º posto
- 1992 – 2º posto
- 1993 – Campione
- 1994 – 4º posto
- 1995 – 2º posto
- 1996 – 6º posto
- 1997 – 2º posto
- 1998 – 3º posto
- 1999 – Campione
- 2000 – 5º posto
- 2001 – 2º posto
- 2002 – 5º posto
- 2003 – 2º posto
- 2004 - non partecipa
- 2005 – Campione
- 2006 – 4º posto
- 2007 – 2º posto
- 2008 – Campione
- 2009 – Campione
- 2010 – Campione
- 2011 – Campione
- 2012 – Campione

### Oceania Cup
- 1999 - Campione
- 2001 - ?
- 2003 - Campione
- 2005 - Campione
- 2007 - Campione